# После побоища Игоря Святославича с половцами
«После побоища Игоря Святославича с половцами» — картина Виктора Васнецова.

## История
Сюжет картины вдохновлен героическим и кровавым эпизодом из «Слова о полку Игореве». Виктор Васнецов написал около 11 эскизов, прежде чем создал окончательный вариант. Поначалу художник планировал показать поле боя, жар битвы и всё то, чего критикам не хватило в его картине. Один из последних перед итоговой картиной эскизов хранится в Третьяковской галерее. Художник уже пришел к идее изобразить не сам бой, а именно «после побоища». Есть разница в колорите, на эскизе он более тревожный, с использованием интенсивных цветовых контрастов. В окончательном варианте Васнецов от них отказался, отдав предпочтение более спокойным цветам и тем самым изменив общее настроение картины — теперь это не кровавые сумерки, а физически ощущаемая тишина. Заходящее солнце — не багровое, а мягко-розовое.

Васнецов показал картину на восьмой выставке передвижников, и она вызвала ожесточенные споры. Репину — очень понравилась. 
«Для меня это необыкновенно замечательная, новая и глубоко поэтическая вещь. Таких ещё не бывало в русской школе»
Илья Репин
Именно с этой картины, пожалуй, Васнецов нашел свое направление, в котором у него не было предшественников. Известный критик и один из вдохновителей передвижников Владимир Стасов упрекнул картину в академизме, а художника — в увлечении условностями. Васнецов не остался в долгу, съязвив, что «художественная правда для Стасова непременно однобока и, извините, без штанов». Но фактически он был очень расстроен таким холодным приемом работы, в которую вложил много сил. В газетах выходили одна разгромнее другой рецензии, в которых Васнецову в вину ставили «воспевание трупов». Большой поддержкой оказался отзыв его учителя из Академии Павла Чистякова. Он принял картину с восторгом и сказал, что очень благодарен Васнецову за то, что ему удалось выразить то, что никому не удавалось раньше — сам дух Древней Руси, извечность её и преемственность.

### Эскизы

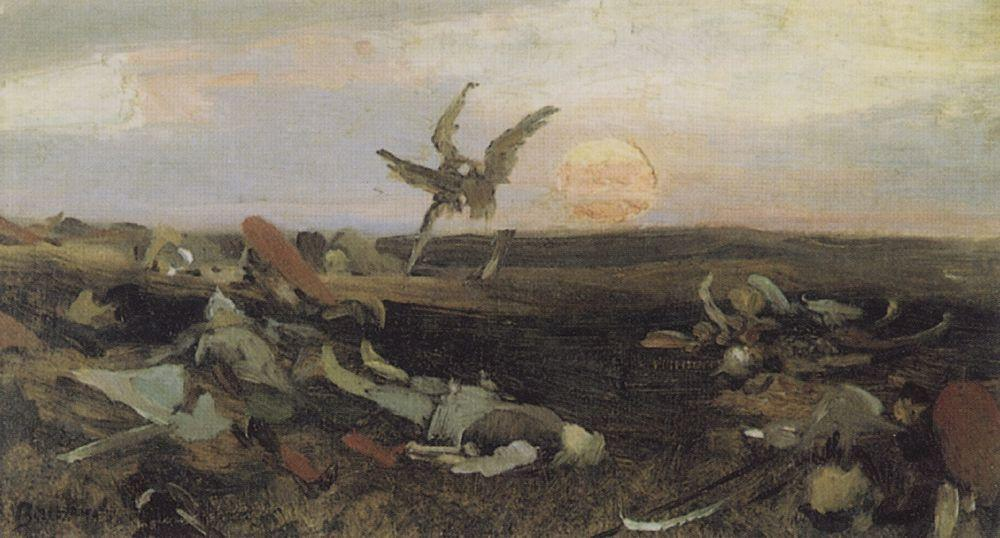
Один из последних эскизов карины
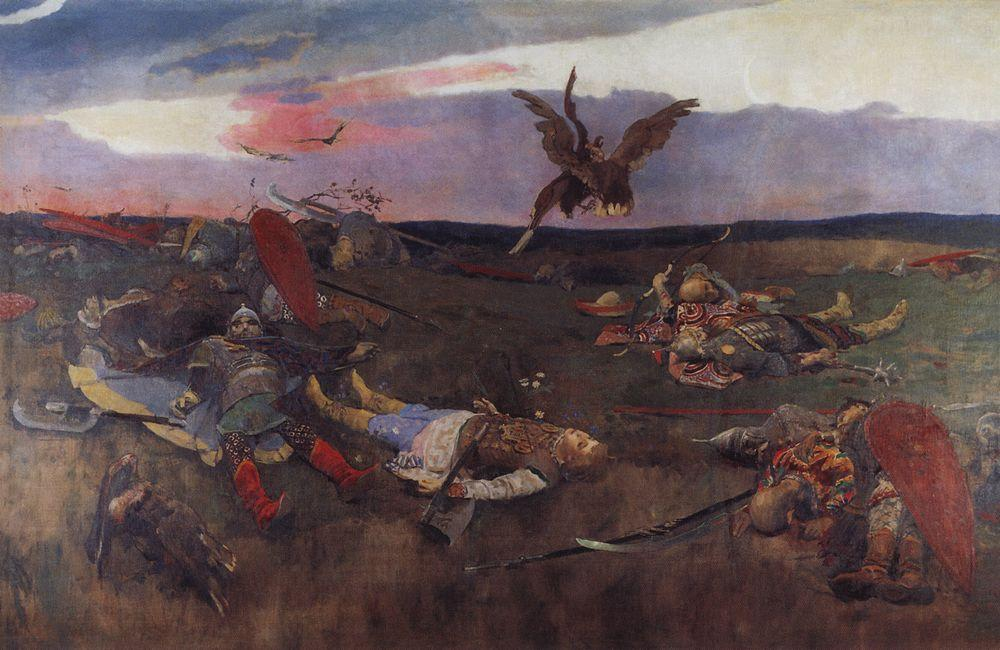
Один из последних эскизов картины
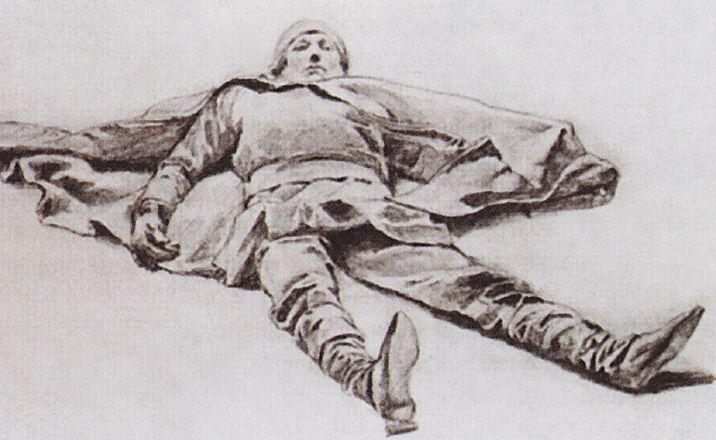
Эскиз павшего воина
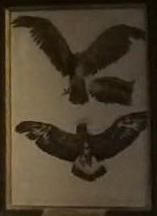
Эскизы птицы